# بغليت (ثمود)
'

تعديل مصدري - تعديل

بغليت هي إحدى قرى عزلة ثمود بمديرية ثمود التابعة لمحافظة حضرموت، بلغ تعداد سكانها 70 نسمة حسب تعداد اليمن لعام 2004.